# Arany Málna díj a legrosszabb rendezőnek
A legrosszabb rendező Arany Málna díját (angolul: Golden Raspberry Award for Worst Director) a Los Angeles-i székhelyű Arany Málna Díj Alapítvány  1981 óta ítéli oda az előző évben készült és forgalomba került amerikai filmek azon alkotóinak, akiknek rendezői munkáját több száz akadémiai tag szavazata alapján a „legcsapnivalóbbnak” találták.
A díjra jelölt művészek listáját minden év elején, az Oscar-díjra jelöltek kihirdetése előtti napon hozzák nyilvánosságra. A „nyertes” megnevezése minden év február végén, március elején, az Oscar-gála előtti napon történik, valamelyik hollywoodi vagy santa barbarai rendezvényteremben tartott ünnepség keretében.
A kategóriában első évben tíz, majd 1982-től évente öt-öt művészt jelölnek.
A legtöbb, két-két díjat Michael Bay (2010, 2015), John Derek (1985, 1991) és M. Night Shyamalan (2007, 2011) kapta.
A Razzie története során eddig két alkalommal vették át díjátadón ezt a díjat:
- 1996-ban Paul Verhoeven, a Showgirls rendezője – a közönség hangos ovációja mellett – vette át a legrosszabb filmnek és a legrosszabb rendezőnek odaítélt Arany Málnát. Elmondta: mint „beteg és perverz és undorító” valakit üldözték el hazájából, és boldog, hogy az Egyesült Államokba jőve díjat nyert.[3][4]
- 2002-ben Tom Green színész-rendező négy másik Arany Málnával együtt vette át a díjat az Eszement Freddyért. A díjátadóra egy fehér Cadillac-en, szmokingöltönyben érkező művész saját maga kiterítette vörös szőnyegen vonult be a színházba, egy véget nem érő harmonikadallamra.[5]

## Díjazottak és jelöltek
| „Győztes” – félkövérrel szedve, szürkéskék háttérrel |

### 1980-as évek
| Év   | „Győztesek” és jelöltek                                                                        |
| ---- | ---------------------------------------------------------------------------------------------- |
| 1981 | Robert Greenwald – Xanadu                                                                      |
| 1981 | John G. Avildsen – A képlet                                                                    |
| 1981 | Brian De Palma – Gyilkossághoz öltözve                                                         |
| 1981 | William Friedkin – Portyán                                                                     |
| 1981 | Sidney J. Furie és Richard Fleischer – Jazz énekes                                             |
| 1981 | Stanley Kubrick – Ragyogás                                                                     |
| 1981 | Michael Ritchie – Rémségek szigete                                                             |
| 1981 | John Trent – Middle Age Crazy                                                                  |
| 1981 | Nancy Walker – Zenebolondok                                                                    |
| 1981 | Gordon Willis – Windows                                                                        |
| 1982 | Michael Cimino – A mennyország kapuja                                                          |
| 1982 | John Derek – Tarzan, a majomember                                                              |
| 1982 | Blake Edwards – S.O.B.                                                                         |
| 1982 | Frank Perry – Anyu a sztár                                                                     |
| 1982 | Franco Zeffirelli – Végtelen szerelem                                                          |
| 1983 | Ken Annakin – The Pirate Movie (megosztva) Terence Young – Inchon (megosztva)                  |
| 1983 | Matt Cimber – Lepke                                                                            |
| 1983 | John Huston – Annie                                                                            |
| 1983 | Hal Needham – Megaforce                                                                        |
| 1984 | Peter Sasdy – The Lonely Lady                                                                  |
| 1984 | Joe Alves – Cápa 3.                                                                            |
| 1984 | Brian De Palma – A sebhelyesarcú                                                               |
| 1984 | John Herzfeld – Két fél egy egész                                                              |
| 1984 | Hal Needham – Tollas futam                                                                     |
| 1985 | John Derek – Bolero                                                                            |
| 1985 | Bob Clark – Énekes izompacsirta                                                                |
| 1985 | Brian De Palma – Alibi test                                                                    |
| 1985 | John Guillermin – Sheena, a dzsungel királynője                                                |
| 1985 | Hal Needham – Ágyúgolyó futam 2.                                                               |
| 1986 | Sylvester Stallone – Rocky IV.                                                                 |
| 1986 | Richard Brooks – Lázas szenvedély                                                              |
| 1986 | Michael Cimino – A sárkány éve                                                                 |
| 1986 | George P. Cosmatos – Rambo II.                                                                 |
| 1986 | Hugh Hudson – Amerika fegyverben                                                               |
| 1987 | Prince – A telihold alatt                                                                      |
| 1987 | Jim Goddard – Sanghaji meglepetés                                                              |
| 1987 | Willard Huyck – Howard, a kacsa                                                                |
| 1987 | Stephen King – Maximális túlhajtás                                                             |
| 1987 | Michelle Manning – Blue City                                                                   |
| 1988 | Norman Mailer – Kemény fiúk tánca (megosztva) Elaine May – Ishtar (megosztva)                  |
| 1988 | James Foley – Ki ez a lány?                                                                    |
| 1988 | Joseph Sargent – Cápa 4. – A cápa bosszúja                                                     |
| 1988 | Paul Weiland – Leonard, a titkosügynök                                                         |
| 1989 | Blake Edwards – Naplemente (megosztva) Stewart Raffill – Mac, a földönkívüli barát (megosztva) |
| 1989 | Michael Dinner – Sürgető ügető                                                                 |
| 1989 | Roger Donaldson – Koktél                                                                       |
| 1989 | Peter MacDonald – Rambo III.                                                                   |

### 1990-es évek
| Év   | „Győztesek” és jelöltek                                                             |
| ---- | ----------------------------------------------------------------------------------- |
| 1990 | William Shatner – Star Trek V: A végső határ                                        |
| 1990 | John G. Avildsen – Karate kölyök 3.                                                 |
| 1990 | Jim Drake – Ágyúgolyó futam 3. – Sebességzóna                                       |
| 1990 | Rowdy Herrington – Országúti diszkó                                                 |
| 1990 | Eddie Murphy – Harlemi éjszakák                                                     |
| 1991 | John Derek – Szellemképtelenség                                                     |
| 1991 | John G. Avildsen – Rocky V.                                                         |
| 1991 | Brian De Palma – Hiúságok máglyája                                                  |
| 1991 | Renny Harlin – Ford Fairlane kalandjai                                              |
| 1991 | Prince – Az irkafirka híd                                                           |
| 1992 | Michael Lehmann – Hudson Hawk – Egy mestertolvaj aranyat ér                         |
| 1992 | Dan Aykroyd – Eszelős szívatás                                                      |
| 1992 | William A. Graham – Visszatérés a kék lagúnába                                      |
| 1992 | David Kellogg – Ice Baby                                                            |
| 1992 | John Landis – Oscar                                                                 |
| 1993 | David Seltzer – Felhők közül a nap                                                  |
| 1993 | Danny DeVito – Hoffa                                                                |
| 1993 | John Glen – Kolumbusz, a felfedező                                                  |
| 1993 | Barry Levinson – Játékszerek                                                        |
| 1993 | Kenny Ortega – Rikkancsok                                                           |
| 1994 | Jennifer Lynch – Dobozba zárt szerelem                                              |
| 1994 | Uli Edel – A tanú teste                                                             |
| 1994 | Adrian Lyne – Tisztességtelen ajánlat                                               |
| 1994 | John McTiernan – Az utolsó akcióhős                                                 |
| 1994 | Phillip Noyce – Sliver                                                              |
| 1995 | Steven Seagal – Lángoló jég                                                         |
| 1995 | Lawrence Kasdan – Wyatt Earp                                                        |
| 1995 | John Landis – Beverly Hills-i zsaru 3.                                              |
| 1995 | Rob Reiner – Világgá mentem                                                         |
| 1995 | Richard Rush – Az éj színe                                                          |
| 1996 | Paul Verhoeven – Showgirls                                                          |
| 1996 | Renny Harlin – A kincses sziget kalózai                                             |
| 1996 | Roland Joffé – A skarlát betű                                                       |
| 1996 | Frank Marshall – Kongó                                                              |
| 1996 | Kevin Reynolds – Waterworld – Vízivilág                                             |
| 1997 | Andrew Bergman – Sztriptíz                                                          |
| 1997 | John Frankenheimer – Dr. Moreau szigete                                             |
| 1997 | Stephen Frears – A gonosz csábítása                                                 |
| 1997 | John Landis – Lökött bagázs                                                         |
| 1997 | Brian Levant – Hull a pelyhes                                                       |
| 1998 | Kevin Costner – A jövő hírnöke                                                      |
| 1998 | Jan de Bont – Féktelenül 2. – Teljes gőzzel                                         |
| 1998 | Luis Llosa – Anakonda                                                               |
| 1998 | Joel Schumacher – Batman és Robin                                                   |
| 1998 | Oliver Stone – Halálkanyar                                                          |
| 1999 | Gus Van Sant – Psycho                                                               |
| 1999 | Michael Bay – Armageddon                                                            |
| 1999 | Jeremiah S. Chechik – Bosszúállók                                                   |
| 1999 | Roland Emmerich – Godzilla                                                          |
| 1999 | Alan Smithee (más néven: Arthur Hiller) – An Alan Smithee Film: Burn Hollywood Burn |

### 2000-es évek
| Év   | „Győztesek” és jelöltek                                              |
| ---- | -------------------------------------------------------------------- |
| 2000 | Barry Sonnenfeld – Wild Wild West – Vadiúj vadnyugat                 |
| 2000 | Jan de Bont – Az átok                                                |
| 2000 | Dennis Dugan – Apafej                                                |
| 2000 | Peter Hyams – Ítéletnap                                              |
| 2000 | George Lucas – Star Wars I. rész – Baljós árnyak                     |
| 2001 | Roger Christian – Háború a Földön                                    |
| 2001 | Joe Berlinger – Blair Witch – Ideglelés 2.                           |
| 2001 | Steven Brill – Sátánka – Pokoli poronty                              |
| 2001 | Brian De Palma – A Mars-mentőakció                                   |
| 2001 | John Schlesinger – A második legjobb dolog                           |
| 2002 | Tom Green – Eszement Freddy                                          |
| 2002 | Michael Bay – Pearl Harbor – Égi háború                              |
| 2002 | Peter Chelsom (Warren Beatty-vel) – Félrelépősdi                     |
| 2002 | Vondie Curtis-Hall – Glitter – Ami fénylik                           |
| 2002 | Renny Harlin – Felpörgetve                                           |
| 2003 | Guy Ritchie – Hullámhegy                                             |
| 2003 | Roberto Benigni – Pinokkió                                           |
| 2003 | Tamra Davis – Álmok útján                                            |
| 2003 | George Lucas – Star Wars II. rész – A klónok támadása                |
| 2003 | Ron Underwood – Pluto Nash – Hold volt, hol nem volt...              |
| 2004 | Martin Brest – Gengszter románc                                      |
| 2004 | Robert Iscove – Strandszerelem                                       |
| 2004 | Mort Nathan – Hajó a vége                                            |
| 2004 | Wachowski testvérek – Mátrix – Újratöltve és Mátrix – Forradalmak    |
| 2004 | Bo Welch – A Macska – Le a kalappal!                                 |
| 2005 | Pitof – A Macskanő                                                   |
| 2005 | Bob Clark – Minizsenik 2.                                            |
| 2005 | Renny Harlin és/vagy Paul Schrader – Az ördögűző: A kezdet           |
| 2005 | Oliver Stone – Nagy Sándor, a hódító                                 |
| 2005 | Keenen Ivory Wayans – Feketék fehéren                                |
| 2006 | John Mallory Asher – Piszkos szerelem                                |
| 2006 | Uwe Boll – Egyedül a sötétben                                        |
| 2006 | Jay Chandrasekhar – Hazárd megye lordjai                             |
| 2006 | Nora Ephron – Földre szállt boszorkány                               |
| 2006 | Lawrence Guterman – A Maszk 2. – A Maszk fia                         |
| 2007 | M. Night Shyamalan – Lány a vízben                                   |
| 2007 | Uwe Boll – BloodRayne – Az igazság árnyékában                        |
| 2007 | Michael Caton-Jones – Elemi ösztön 2.                                |
| 2007 | Ron Howard – A Da Vinci-kód                                          |
| 2007 | Keenen Ivory Wayans – Kiscsávó                                       |
| 2008 | Chris Sivertson – Tudom, ki ölt meg                                  |
| 2008 | Dennis Dugan – Férj és férj                                          |
| 2008 | Roland Joffé – Captivity                                             |
| 2008 | Brian Robbins – Norbit                                               |
| 2008 | Fred Savage – Oviapu 2..                                             |
| 2009 | Uwe Boll – 1968 Tunnel Rats, A király nevében és Postal              |
| 2009 | Marco Schnabel – Love Guru                                           |
| 2009 | Jason Friedberg és Aaron Seltzer – Katasztrófafilm és Spárta a köbön |
| 2009 | Tom Putnam – A dögös és a dög                                        |
| 2009 | M. Night Shyamalan – Az esemény                                      |

### 2010-es évek
| Év                                          | „Győztesek” és jelöltek |
| ------------------------------------------- | --- |
| 2010                                        | Michael Bay – Transformers: A bukottak bosszúja |
| 2010                                        | Walt Becker – Vén csontok |
| 2010                                        | Brad Silberling – Az elveszettek földje |
| 2010                                        | Stephen Sommers – G. I. Joe: A kobra árnyéka |
| 2010                                        | Phil Traill – Ő a megoldás |
| 2011                                        | M. Night Shyamalan – Az utolsó léghajlító |
| 2011                                        | Jason Friedberg és Aaron Seltzer – Vámpíros film |
| 2011                                        | Michael Patrick King – Szex és New York 2. |
| 2011                                        | David Slade – Alkonyat – Napfogyatkozás |
| 2011                                        | Sylvester Stallone – The Expendables – A feláldozhatók |
| 2012                                        | Dennis Dugan – Jack és Jill és Kellékfeleség |
| 2012                                        | Michael Bay – Transformers 3. |
| 2012                                        | Tom Brady – Bucky Larson: Született filmcsillag |
| 2012                                        | Bill Condon – Alkonyat: Hajnalhasadás – 1. rész |
| 2012                                        | Garry Marshall – Szilveszter éjjel |
| 2013                                        | Bill Condon – Alkonyat: Hajnalhasadás – 2. rész |
| 2013                                        | Sean Anders – Apa ég! |
| 2013                                        | Peter Berg – Csatahajó |
| 2013                                        | Tyler Perry – Good Deeds és Madea néni, avagy a tanú védtelen |
| 2013                                        | John Putch – Atlasz megremegett 2.: A csapás |
| 2014                                        | A tizenhármak (Elizabeth Banks, Steven Brill, Steve Carr, Rusty Cundieff, James Duffy, Griffin Dunne, Peter Farrelly, Patrik Forsberg, Will Graham, James Gunn, Bob Odenkirk, Brett Ratner és Jonathan van Tulleken), akik a Movie 43: Botrányfilmet rendezték |
| 2014                                        | Dennis Dugan – Nagyfiúk 2. |
| 2014                                        | Tyler Perry – A Madea Christmas és Temptation: Confessions of a Marriage Counselor |
| 2014                                        | M. Night Shyamalan – A Föld után |
| 2014                                        | Gore Verbinski – A magányos lovas |
| 2015                                        | Michael Bay – Transformers: A kihalás kora |
| 2015                                        | Darren Doane – Saving Christmas |
| 2015                                        | Renny Harlin – Herkules legendája |
| 2015                                        | Jonathan Liebesman – Tini nindzsa teknőcök |
| 2015                                        | Seth MacFarlane – Hogyan rohanj a veszTEDbe |
| 2016                                        | Josh Trank – Fantasztikus Négyes |
| 2016                                        | Andy Fickman – A pláza ásza Vegasban |
| 2016                                        | Tom Six – Az emberi százlábú 3. |
| 2016                                        | Sam Taylor-Johnson – A szürke ötven árnyalata |
| 2016                                        | Wachowski testvérek – Jupiter felemelkedése |
| 2017                                        | Dinesh D'Souza és Bruce Schooley – Hillary's America: The Secret History of the Democratic Party |
| 2017                                        | Roland Emmerich – A függetlenség napja – Feltámadás |
| 2017                                        | Tyler Perry – Boo! A Madea Halloween |
| 2017                                        | Alex Proyas – Egyiptom istenei |
| 2017                                        | Zack Snyder – Batman Superman ellen – Az igazság hajnala |
| 2017                                        | Ben Stiller – Zoolander 2. |
| 2018                                        | |
| Tony Leondis – Az Emoji-film                | |
| Darren Aronofsky – anyám!                   | |
| Michael Bay – Transformers: Az utolsó lovag | |
| James Foley – A sötét ötven árnyalata       | |
| Alex Kurtzman – A múmia                     | |
| 2019                                        | Etan Cohen – Holmes és Watson |
| 2019                                        | Kevin Connolly – Gotti |
| 2019                                        | James Foley – A szabadság ötven árnyalata |
| 2019                                        | Brian Henson – Haláli bábjáték |
| 2019                                        | Spierig testvérek (Michael és Peter) – Szellemek háza |

### 2020-as évek
| Év   | „Győztesek” és jelöltek                         |
| ---- | ----------------------------------------------- |
| 2020 | Tom Hooper – Macskák                            |
| 2020 | Fred Durst – The Fanatic                        |
| 2020 | James Franco – Zeroville                        |
| 2020 | Adrian Grunberg – Rambo V. – Utolsó vér         |
| 2020 | Neil Marshall – Hellboy                         |
| 2021 | Sia – Music                                     |
| 2021 | Charles Band – Mindhárom Barbie & Kendra filmje |
| 2021 | Barbara Białowąs és Tomasz Mandes – 365 nap     |
| 2021 | Stephen Gaghan – Dolittle                       |
| 2021 | Ron Howard – Vidéki ballada az amerikai álomról |
| 2022 | Christopher Ashley – Diana: A musical           |
| 2022 | Stephen Chbosky – Kedves Evan Hansen            |
| 2022 | Coke Daniels – Karen                            |
| 2022 | Renny Harlin – Tolvajok társasága               |
| 2022 | Joe Wright – Nő az ablakban                     |
| 2023 | Machine Gun Kelly és Mod Sun – Good Mourning    |
| 2023 | Judd Apatow – A buborék                         |
| 2023 | Andrew Dominik – Szöszi                         |
| 2023 | Daniel Espinosa – Morbius                       |
| 2023 | Robert Zemeckis – Pinokkió                      |
| 2024 | Rhys Frake-Waterfield – Micimackó: Vér és méz   |
| 2024 | David Gordon Green – Az ördögűző: A hívő        |
| 2024 | Peyton Reed – A Hangya és a Darázs: Kvantumánia |
| 2024 | Scott Waugh – Feláldozh4tók                     |
| 2024 | Ben Wheatley – Meg 2. – Az árok                 |
| 2025 | Francis Ford Coppola – Megalopolisz             |
| 2025 | S. J. Clarkson – Madame Web                     |
| 2025 | Todd Phillips – Joker: Kétszemélyes téboly      |
| 2025 | Eli Roth – Borderlands                          |
| 2025 | Jerry Seinfeld – Cukormáz nélkül                |

### Többszörös jelöltek és díjaik
Pontosítva a 2025. évi díjkiosztó után.
| Jelölés | Díj | Művész                           | Évek                               |
| ------- | --- | -------------------------------- | ---------------------------------- |
| 6       | 2   | Michael Bay                      | 1999, 2002, 2010, 2012, 2015, 2018 |
| 6       | 0   | Renny Harlin                     | 1991, 1996, 2002, 2005, 2015, 2022 |
| 5       | 0   | Brian De Palma                   | 1981, 1984, 1985, 1991, 2001       |
| 4       | 2   | M. Night Shyamalan               | 2007, 2009, 2011, 2014             |
| 4       | 1   | Dennis Dugan                     | 2000, 2008, 2012, 2014             |
| 3       | 2   | John Derek                       | 1982, 1985, 1991                   |
| 3       | 1   | Uwe Boll                         | 2006, 2007, 2009                   |
| 3       | 0   | John G. Avildsen                 | 1981, 1990, 1991                   |
| 3       | 0   | James Foley                      | 1988, 2018, 2019                   |
| 3       | 0   | John Landis                      | 1992, 1995, 1997                   |
| 3       | 0   | Hal Needham                      | 1983, 1984, 1985                   |
| 3       | 0   | Tyler Perry                      | 2013, 2014, 2017                   |
| 2       | 1   | Michael Cimino                   | 1982, 1986                         |
| 2       | 1   | Steven Brill                     | 2001, 2014                         |
| 2       | 1   | Bill Condon                      | 2012, 2013                         |
| 2       | 1   | Blake Edwards                    | 1982, 1989                         |
| 2       | 1   | Prince                           | 1987, 1991                         |
| 2       | 1   | Sylvester Stallone               | 1986, 2011                         |
| 2       | 0   | Bob Clark                        | 1985, 2005                         |
| 2       | 0   | Jan de Bont                      | 1998, 2000                         |
| 2       | 0   | Roland Emmerich                  | 1999, 2017                         |
| 2       | 0   | Jason Friedberg és Aaron Seltzer | 2009, 2011                         |
| 2       | 0   | Ron Howard                       | 2007, 2021                         |
| 2       | 0   | Roland Joffé                     | 1996, 2008                         |
| 2       | 0   | George Lucas                     | 2000, 2003                         |
| 2       | 0   | Oliver Stone                     | 1998, 2005                         |
| 2       | 0   | Wachowski testvérek              | 2004, 2016                         |